# Helge Muxoll Schrøder
Helge Muxoll Schrøder (* 27. November 1924 in Horsens; † 2. März 2012 in Jonstorp, Schweden) war ein dänischer Ruderer.

## Werdegang
Helge Muxoll Schrøder gewann bei den Olympischen Sommerspielen 1948 in London zusammen mit Aksel Bonde, Ib Storm Larsen, Helge Halkjær im Vierer ohne Steuermann die Silbermedaille. Im Folgejahr wurde das Quartett von Horsens Roklub dänischer Meister. Während seiner Karriere folgten fünf weitere nationale Meistertitel.
Später wechselte er zum Bagsværd Roklub und gewann 1950 sowie 1951 jeweils EM-Silber mit dem dänischen Achter. Bei den Olympischen Sommerspielen 1952 in Helsinki schied Schrøder mit dem dänischen Boot in der Achter-Regatta vorzeitig aus.
1953 wurde er in Kopenhagen Europameister im Vierer ohne Steuermann.